# Hochrindl (Gemeinde Deutsch-Griffen)
Hochrindl ist eine Ortschaft in der Gemeinde Deutsch-Griffen im Bezirk St. Veit an der Glan in Kärnten. Die Ortschaft hat 3 Einwohner (Stand 1. Jänner 2025). Diese Ortschaft umfasst nur einen kleinen Teil der Hochrindl genannten Siedlung, die mehrheitlich zur Gemeinde Albeck gehört.

## Lage
Die Ortschaft Hochrindl liegt am Westrand der Gemeinde Deutsch-Griffen, in knapp 1600 m Höhe. Zur Ortschaft gehören das Haus Hochrindl Nr. 106 (neben dem Standort des ehemaligen Alpenhotel Ludwig), und, knapp 1 ½ km nördlich davon, die Häuser Nr. 79, 80 und 81. 

## Geschichte
Die Ortschaft wurde erst mit dem Aufkommen des Tourismus und der Wochenendhäuser in der zweiten Hälfte des 20. Jahrhunderts gegründet. Bei der Kärntner Gemeindestrukturreform von 1973 kam dieser Bereich an die damals neu errichtete Gemeinde Weitensfeld-Flattnitz, seit deren Auflösung 1991 gehört die Ortschaft wieder zur Gemeinde Deutsch-Griffen. 2019 wurde das Alpenhotel Ludwig abgerissen.

## Bevölkerungsentwicklung
Für die Ortschaft ermittelte man folgende Einwohnerzahlen:
- 2001: 3 Gebäude (davon 2 mit Hauptwohnsitz) mit 3 Wohnungen und 2 Haushalten; 3 Einwohner und 3 Nebenwohnsitzfälle; 1 Arbeitsstätte, 0 land- und forstwirtschaftliche Betriebe[2]
- 2011: 5 Gebäude, 2 Einwohner, 1 Haushalt, 1 Arbeitsstätte[3]
- 2021: 5 Gebäude, 0 Einwohner, 0 Haushalte, 1 Arbeitsstätte[4]